# Lewis H. Brereton

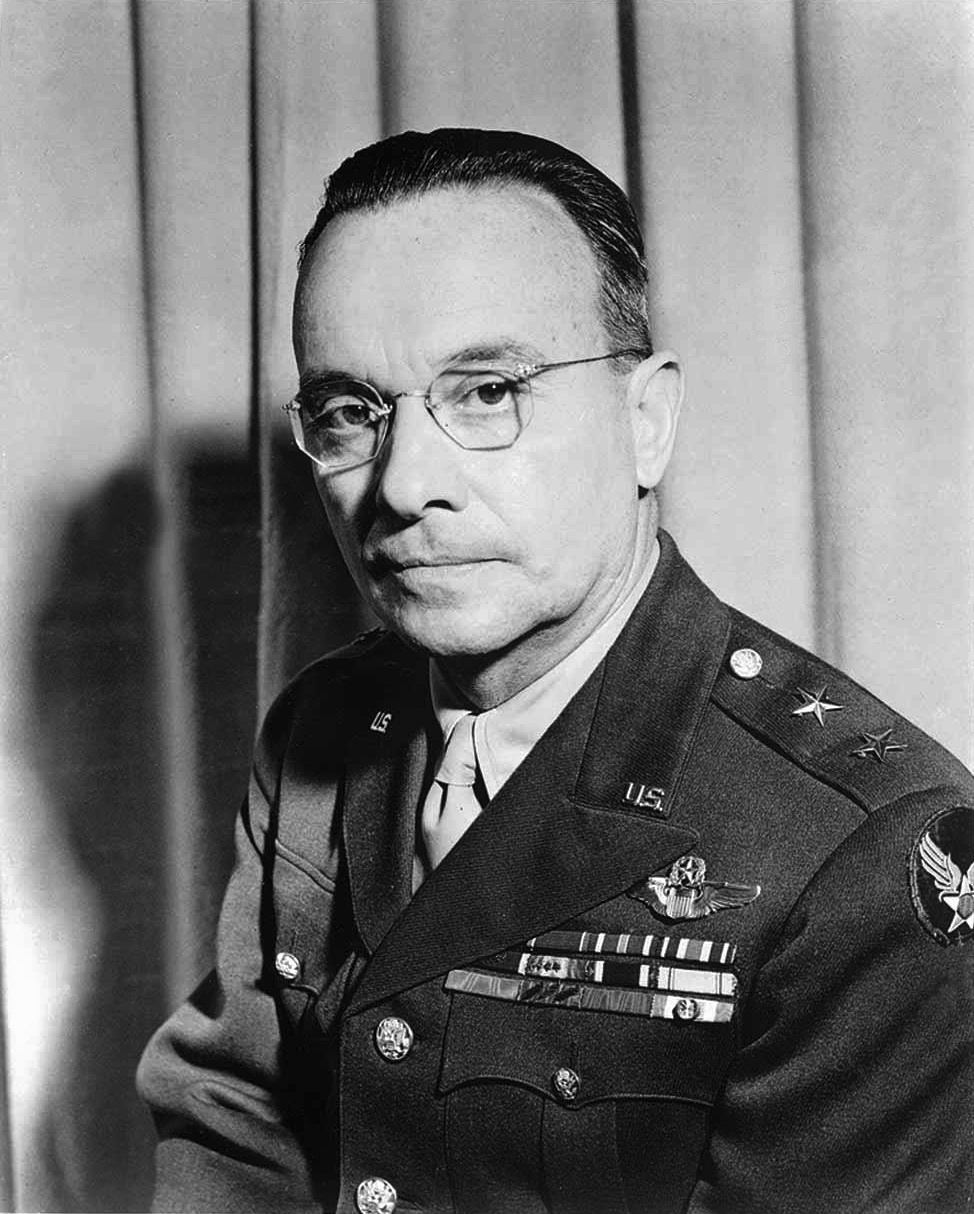
Lewis H. Brereton

Lewis Hyde Brereton (* 21. Juni 1890 in Pittsburgh, Pennsylvania; † 1. August 1967 in Washington, D.C.) war ein US-amerikanischer Generalleutnant der USAAF. Beim Ausbruch des Pazifikkriegs Ende 1941 war er Kommandeur der Far East Air Force auf den Philippinen. Im August 1944 bekam er in Europa das Kommando über die 1. Alliierte Luftlandearmee, deren erster Einsatz die Operation Market Garden war.

## Leben
Nach seiner Schulzeit auf dem St. John’s College in Annapolis, Maryland, bewarb er sich auf der US-Marineakademie, wo er 1907 angenommen wurde. Nach seinem Abschluss wechselte er 1911 auf die Akademie der United States Army, wo er der Küstenwachenartillerie zugeteilt wurde. Am 27. Februar 1912 heiratete er Helen Clason Willis.
Brereton kam im September 1912 zur Aeronautical Division des U.S. Army Signal Corps und erwarb Anfang 1913 einen der ersten Pilotenscheine vom Aero Club of America. In der Folge erwarb er auch die entsprechenden Lizenzen zum Militärpiloten auf der Fliegerschule in San Diego, Kalifornien.
Mitte 1916 wurde er zur Feldartillerie auf die Philippinen versetzt, Anfang 1917 dann zur 2. Flugschwadron. Seine ersten Kampferfahrungen sammelte Brereton, nachdem er im Oktober 1917 zur europäischen Front kam. Mit der 12. Flugschwadron, die eine der ersten amerikanischen Einheiten an der Front war, kämpfte Brereton bei Toul und Lunéville und nahm an der Attacke bei Vaux im Juli 1918 teil. Nach den Einsätzen zur Unterstützung der Operationen während der Schlacht von St. Mihiel, wofür er das Distinguished Service Cross erhielt, wurde er im Oktober 1918 von Billy Mitchell zu dessen Operationsoffizier ernannt.
Nach dem Krieg diente er in Washington (D.C.) und wurde vom neuen Chef des Army Air Service Charles T. Menoher zum Chef der Operationsabteilung der Trainings- und Operationsgruppe (geführt von Mitchell) ernannt. Ab Dezember 1919 bekleidete er den Posten des Luftfahrtattachés an der amerikanischen Botschaft in Paris. 1920 erhielt er den permanenten Rang eines Majors.
Ab Mitte 1922 übernahm Brereton die Leitung einer Gruppe Flugschüler in Kelly Field, Texas. Später leitete er den taktischen Unterricht und war Präsident des Kampffluggremiums. Nach einer Dienstzeit in Langley Field als Lehrer an der Air Service Tactical School und Kommandeur der 2. Bombergruppe absolvierte er ab 1927 die Schule für Führungsoffiziere in Fort Leavenworth, Kansas, an der er später bis einschließlich 1959 mit kriegsbedingten Unterbrechungen auch als Ausbilder tätig war. Seine enge Verbindung zu Billy Mitchell erwies sich in dieser Zeit als hinderlich für seine Karriere; von 1928 bis 1931 war er lediglich Kommandeur einer Aufklärungsstaffel in Oklahoma. Anschließend diente er bis 1935 als Kommandeur der 6. Gruppe in der Panamakanalzone und die nächsten vier Jahre an der Command and General Staff School in Fort Leavenworth.
Nachdem er ab 1939 für ein Jahr das Barksdale Field in Louisiana kommandiert hatte, wurde er zum Brigadier General befördert und stellte in Savannah, Georgia, den 17th Bombardment Wing auf. Im Juli 1941, nach seiner Beförderung zum Major General, übernahm er den Befehl über die 3rd Air Force. Kurz vor dem Ausbruch des Pazifikkriegs wurde Brereton im Oktober 1941 zum Kommandeur der Far East Air Force auf den Philippinen ernannt. Nach seiner Evakuierung von den Philippinen wurde er stellvertretender Oberbefehlshaber (unter Richard Peirse) des alliierten Luftkommandos, das ein Teilkommando des ABDACOM bildete. Dieses war Anfang 1942 unter dem Befehl des britischen Generals Archibald Wavell auf Java gebildet worden.
Nach Kommandostellen in Indien zum Aufbau der 10th Air Force wurde Brereton im Juni 1942 nach Ägypten transferiert, wo er den Befehl über die U.S. Army Middle East Air Force (USAMEAF, später 9th Air Force) übernahm. Mit dieser unterstützte er die Briten bei der Verteidigung des Sueskanals und im weiteren Verlauf des Afrikafeldzugs sowie bei Angriffen auf Italien. Er war der verantwortliche Offizier für die Operation Tidal Wave am 1. August 1943. Bei der Operation sollten die Erdölraffinerien von Ploiești von 177 B-24 Liberator-Bomber zerstört werden. Im Oktober 1943 wurde Breretons 9th Air Force nach England verlegt, um als „taktische“ Luftflotte an den Vorbereitungen zur und der späteren Operation Overlord teilzunehmen. Im August 1944 übertrug ihm General Eisenhower das Kommando über die 1. Alliierte Luftlandearmee, deren erster Einsatz die Operation Market Garden war. Anfang 1945 führte Breretons Armee auch die Operation Varsity durch. Bis zum Ende des Krieges blieb Brereton in Europa.
Wieder in den USA zurück, wurde Brereton ins Air Force Hauptquartier nach Washington berufen. Im Januar 1946 wurde ihm als kommandierender General die Verantwortung für die 1st Air Force in Tampa, Florida übertragen.
Eine weitere wichtige Station in seinem Leben war die Zugehörigkeit zur Atomenergiekommission in Washington, in der er den Verbindungsstab zum Militär leitete.
Lewis Hyde Brereton verstarb am 1. August 1967 und wurde in der Sektion 7 des Nationalfriedhofs Arlington beigesetzt.

## Auszeichnungen
Brereton wurde für seine militärischen Leistungen im Ersten und Zweiten Weltkrieg vielfach von der amerikanischen und von europäischen Regierungen ausgezeichnet, dazu gehören
- Erster Weltkrieg
  - Distinguished Service Cross mit Eichenlaub
  - Purple Heart
  - Croix de guerre mit zwei Palmenzweigen (Frankreich)
  - Offizier der Ehrenlegion (Frankreich)
  - Orden Danilos I. für die Unabhängigkeit (Kommandeur (1. Klasse), Montenegro)
  - Orden Alberts von Belgien (Ritter, Belgien)
  - Siegesmedaille mit 6 Sternen

- Zweiter Weltkrieg
  - Distinguished Service Cross mit Eichenlaub
  - Legion of Merit mit Eichenlaub
  - Silver Star
  - Distinguished Flying Cross
  - Air Medal
  - Bronze Star Medal
  - Orden von Oranien-Nassau (Kommandeurskreuz, Niederlande, Dezember 1942)
  - Order of the Bath (Companion, Vereinigtes Königreich, Juni 1942)
  - Kommandeur der Ehrenlegion (Frankreich)
  - Croix de guerre (mit Palmenzweig, Frankreich, January 1945)
  - Orden Polonia Restituta (Kommandeurskreuz mit Stern, Polen, Mai 1945)